# Casuals
Casual is een van oorsprong Engelse subcultuur van het voetbalhooliganisme, die aan het eind van de jaren zeventig ontstond en midden jaren tachtig naar elders overwaaide. De 'casual scene' wijkt enigszins af van het beeld dat men meestal van hooligans heeft.

## Ontstaan en de jaren tachtig
De subcultuur 'casual' begon te ontstaan toen Engelse voetbalclubs, zoals Nottingham Forest, West Ham United, Liverpool en Everton, steeds meer Europese tripjes maakten, daarbij gevolgd door hun supporters. De supporters gingen terug naar Engeland met dure Italiaanse of Franse merkkleding, soms gestolen uit winkels na ongeregeldheden. Aanvankelijk gingen veel supporters merkkleding en de duurdere sportmerken dragen met in het achterhoofd dat het op deze manier een stuk gemakkelijker was om de politie te omzeilen en er geïnfiltreerd kon worden in rivaliserende groepen, omdat de clubkleuren niet meer gedragen werden. Rond die tijd was de politie vooral op zoek naar skinheads die in bomberjacks en Dr. Martens-schoeisel liepen, en besteedde zij geen aandacht aan supporters die in dure merkkleding rondliepen. Langzamerhand begon de stroming vormen aan te nemen van een echte subcultuur, met steeds veranderende modes en trends. De casualsubcultuur bereikte eind jaren tachtig haar hoogtepunt, en met de komst van acid house en rave zei men dat het gewelddadige karakter in de casualcultuur uitgestorven was.

## Jaren negentig en later
In de jaren negentig bloeide de subcultuur weer flink op, maar het beeld eromheen was wel iets veranderd. Veel voetballiefhebbers droegen de casualkleding nu als een soort uniform om zichzelf te onderscheiden van de "gewone" supporters. Merken als Stone Island, C.P. Company, Burberry, Aquascutum en Fred Perry waren bij zowat elke voetbalclub te zien, net als de wat oudere favorieten als Lacoste, Tommy Hilfiger en Paul & Shark. Namaakkleding wordt vaak, vooral bij Engelse clubs, niet getolereerd.
Begin eenentwintigste eeuw begonnen veel casuals zich te distantiëren van wat werd gezien als het nieuwe 'casualuniform' en begonnen zij kleding te dragen die hen onderscheidden van de "gewone" supporters en van hen die de eerdergenoemde merken droegen, omdat de politie, net als in de skinheadperiode in de jaren zeventig, de casuals er zo uit konden pikken. Stone Island werd nog wel gedragen, maar veel casuals haalden het merkje van de mouw af, zodat ze minder herkenbaar waren. Sommige politie-eenheden meenden dat er een verband was tussen het kompas in het beeldmerk en het door de nazi's geadopteerde Keltisch kruis. Dit was er de oorzaak van dat op den duur ook andere merken aan populariteit begonnen te winnen onder de casuals.
De casualmode heeft recent ook onder de jeugd aan populariteit gewonnen, omdat Britse popgroepen als The Streets, Audio Bullys The Mitchell Brothers en Oasis in hun videoclips casualkleding dragen. Het onderwerp kwam onder de publieke aandacht met de komst van films als The Football Factory, Green Street Hooligans en I.D.